# Generation Z
Generation Z (en español Generación Z) es el tercer álbum de estudio del dúo británico Bars and Melody y fue lanzado el 1 de septiembre de 2017 por el sello discográfico Zeneration Records.

## Lista de canciones
- Edición estándar

| Generation Z |                       |          |  |
| N.º          | Título                | Duración |  |
| 1.           | «Allergic to the Sun» | 3:16     |  |
| 2.           | «I Want You»          | 4:06     |  |
| 3.           | «Thousand Years»      | 2:54     |  |
| 4.           | «Apologise»           | 3:56     |  |
| 5.           | «Faded»               | 3:32     |  |
| 6.           | «Live Your Life»      | 3:48     |  |
| 7.           | «Serious»             | 3:35     |  |
| 8.           | «Scream»              | 3:39     |  |
| 9.           | «Not a Love Song»     | 3:07     |  |
| 10.          | «Fast Car»            | 3:45     |  |
| 11.          | «Unconditional»       | 2:48     |  |
| 12.          | «I Won't Let You Go»  | 3:18     |  |
| 13.          | «Discover»            | 4:41     |  |
| 43:45        |                       |          |  |

## Posicionamiento en listas
| País        | Lista                 | Mejor posición |
| ----------- | --------------------- | -------------- |
| Escocia     | UK Albums (OCC)       | 54             |
| Reino Unido | Scottish Albums (OCC) | 83             |